# 小西新兵衛商店
株式会社小西新兵衛商店（こにししんべえしょうてん）は、かつて東京都に本社を置いていた、主に医薬品製造・卸販売を扱う企業である。合併し、現在は武田薬品工業である。

## 会社概要
- 初代小西新兵衛は、滋賀県伊香郡西浅井町余の東岡に生まれ、京都の万木医師に奉公にあがる。その後二条の薬種商「小作」にて奉公し、暖簾分けで独立し二条四丁目に1778年5月「小西新兵衛商店」を創業。
- 初代小西新兵衛が死去した後、実子の3男が二代小西新兵衛を相続したが6年で死去、三代小西新兵衛として二代小西新兵衛の弟・長蔵が継ぐ。四代小西新兵衛の新次郎に引継ぎ引退する。
- しかし四代小西新兵衛も43歳で死去し、三代近江屋（武田）長兵衛の妻ゆう（近江屋長三郎の長女）の弟・久治郎が「小西屋」に見習い奉公に来ていた。
- 三代小西新兵衛のたつての願いにより、17歳の安政2年4月2日に久治郎「小西屋」の養子にはいる。この養子縁組で「小西屋」と「近江屋」との関係は緊密になる。
- 初代近江屋長三郎は、初代近江屋長兵衛の実兄にあたる七代竹田徳兵衛の次男であり、文政12年に分家している。
- 初代近江屋長三郎の次男を傳次郎といい、初代が死去した後に大和の竹田宗治郎家に引取られ、のちに分家独立して屋号に「ひし山」を用いた。吉富製薬株式会社の社長であった竹田義蔵の父である。
- 三代小西新兵衛が死去した後、久治郎が五代小西新兵衛を襲名。
- 五代小西新兵衛（久治郎）の末弟、亀蔵が奉公にあがっていた京都二条の薬種商「松屋喜兵衛」から戻され近江家（武田家）に養子に迎えられ四代近江屋長兵衛を襲名する。「小西屋」と「近江屋（武田）」の結びつきは将来にわたってより不動のものとなる。
- 五代小西新兵衛が、33歳の時に幕府の長州藩征伐の為京の町は焦土化し、「小西屋」は焼失し五代小西新兵衛は四代近江屋（武田）長兵衛を頼って大阪にでる。道修町2丁目堺筋にあった「近江屋」の借家で和漢洋薬商を始める。
- 明治18年に五代小西新兵衛が死去し、長男の駒太郎は四代武田長兵衛の意向で横浜の「友田嘉兵衛商店」で修行することとなる。友田嘉兵衛は「近江屋」の別家で横浜で盛大に薬種貿易を営んでいた。

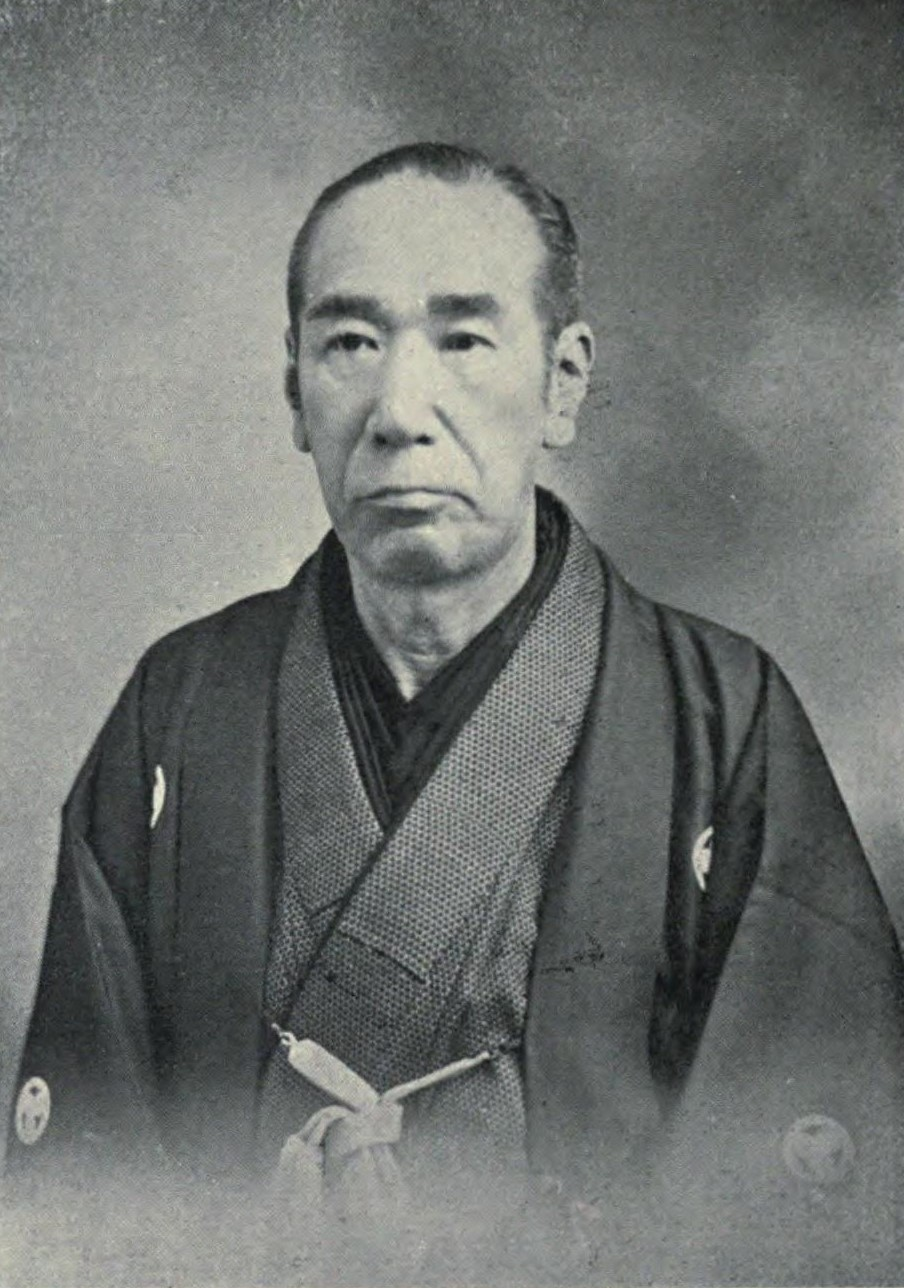
友田嘉兵衛

- 「友田嘉兵衛商店（現・共創未来ファーマ）」は、「近江屋嘉兵衛」が天保年間に初代近江屋長兵衛のもとに奉公に上がり、享和2年に初代の長女ふさと結婚し、文化4年に分家したものである。4代目近江屋嘉兵衛が明治になり友田嘉兵衛と改名し創業したものである。
- 駒太郎28歳になった時、四代武田長兵衛の次女・みやと結婚する。
- 明治35年「合資会社友田嘉兵衛商店」に駒太郎が出資。
- 明治41年6月23日六代小西新兵衛を襲名した駒太郎が東京市日本橋区本町3-13に「小西新兵衛商店」を創業。
- 「武田長兵衛商店」から2名の社員が派遣される。武田長兵衛商店・関東代理店となる。
- 武田長兵衛商店・関東代理店として他の問屋より一割前後安く武田長兵衛商店から商品が納品されていたことと上野池の端にあった守田宝丹本舗の分家にあたる守田保太郎が明治43年創業の「ラヂウム製薬」（武田薬品工業はラヂウム製薬関西代理店であった）に専念する為に得意先を全て「小西新兵衛商店」に譲渡した。
- それにより「小西商店」は商いが急激に拡大する。製造部門の「合資会社関東製薬所」と「合資会社池袋製薬所」を設立。大正8年「合資会社関東製薬所」と「合資会社池袋製薬所」を統合し「小西製薬合資会社」を設立。
- 関東大震災（大正12年9月1日）で店舗、事務所、倉庫など35棟が焼失。
- 幸い、内務省東京衛生試験所や住友倉庫などの預け品と焼け残った「小西製薬合資会社・池袋工場」の薬品と「武田長兵衛商店」から陸路では社員数名により金沢まわりの信越線で海路は東京芝浦から薬品を荷揚げし震災後の人々の救護にあたった。
- 震災後仮建築で営業を行っていたが、昭和5年本社を再建する。その間の昭和2年資本金100万円で「株式会社」へ改組する。
- 昭和11年10月「小西製薬合名会社」を「株式会社小西新兵衛商店」が吸収する。
- 昭和18年8月26日「株式会社小西新兵衛商店」を「小西薬品株式会社」に商号変更。
- 昭和19年3月に決戦非常措置要綱が実施され、7月1日「ラヂウム製薬株式会社」とともに「武田薬品工業」と合併する。これにより「武田薬品工業・東京支店」として発足する。

- 代表取締役社長 小西新兵衛

## 主な取引メーカー
- 武田薬品工業 等